# Mongfind
Mongfind (také psaná Mongfhind, Mongfinn, Mongfhinn a Mongfionn nebo v moderní irštině Mongfhionn – což vše znamená „světlé vlasy“ nebo „bílé vlasy“) byla legendární irská královna. Pocházela prý z oblasti Munster a byla ženou legendárního vysokého krále Eochaida Mugmedóna a matkou jeho tří nejstarších synů, Briona, Aililla a Fiachraeho, předků historických dynastií Connachtů. Mongfind byla Eochaidovou první manželkou; jeho druhá manželka Cairenn byla matkou legendárního velkého krále Nialla Noígíallacha. Několik příběhů popisuje Mongfind jako Niallovu protivnici. O Mongfind se také říká, že byla sestrou Crimthanna mac Fidaiga, krále Munsteru a následujícího velkého krále Irska, kterého prý zabila jedem ve snaze prosadit ne trůn svého syna. Sama také vypila otrávený nápoj, aby přesvědčila Crimthanna, že je neškodný, a brzy poté zemřela v den svátku Samhain.
Podle Cormacova glosáře  byla Mongfind bohyní, kterou pohanští Irové uctívali v den Samhainu. Ten také nazývali Féile Moingfhinne, tj. „Svátek Mongfind“. Pozdější legenda, jak uvádí Patrick Weston Joyce v Sociální historii starověkého Irska, z ní dělá mohylový přízrak (banshee). Výrazné návrší zvané Cnoc Samhna („Samhainový kopec“) nebo Ard na Ríoghraidhe („Výšina králova lidu“) v hrabství Limerick je také spojován s příběhem Mongfind. „Anocht Oíche Shamhna Moingfhinne banda“ je dětská říkanka z hrabství Waterford, která se překládá jako „Dnes je předvečer Samhainu bohyně Mongfhionn“. 
Mongfind a její bratr, děti Fidacha a vnuci krále Dáire Cerbby byli podle většiny zdrojů členy rané nebo okrajové větve dynastie Eóganachtů. To je však nepravděpodobné, protože důkazy naznačují, že pokud jsou to historické postavy, patřily k odlišným skupinám spojeným s jinými královstvími, možná s dynastií Dáirinů, což zřejmě naznačuje jedna temná báseň ve staré irštině od Flanna mac Lonáina (zemřel roku 896). Ve středověké básnické sbírce Banshenchas je Mongfind nazývána “Mongfind z lidu Érnai” (Érainnové, Iverni), a má pozdějšího syna Sidacha, který se přidal ke Connachtům. O králi Dáire Cerbbovi je v rukopise Rawlinson B 502 uvedeno, že se narodil v Mag Breg (Brega) v Mide (království Meath), kde pravděpodobně v době jeho předpokládaného panování převládali Érainnové. V dochovaném korpusu textů je obtížné odlišit Dáiriny od Érainnů.
Český teolog a keltolog Martin Gruber legendární Mongfind interpretoval jako archetyp zlé královny, ženy, jež „jako archetyp čarodějné královny přežívá v pohádkách a bájích dál, dodává jim potřebnou dávku adrenalinu, vytváří zápletku – a zpravidla nakonec bídně hyne, aby se v dalším příběhu objevila znovu, jen v jiné podobě“.

## Alternativní verze
Alternativní verze příběhu Mongfind a jejích synů je obsažena v jedné hagiografii v Knize z Lismore. Zde Mongfind je spojována s lokalitami patřícími jejím příbuzným z království Uí Fidgenti, ačkoli tu o nich není konkrétní zmínka, ani o Crimthandovi Mórovi, jejím bratru v ostatních příbězích. Uvádí se jednoduše, že byla dcerou Daireho (Cerbba?), syna Findchadova, jinak neznámého muže, a její otec podle jiných zdrojů Fidach, zde není zmíněn. Byla prý manželkou krále Ulsteru a jména jejich tří synů jsou uváděna jinak.
Mongfind také je jméno údajné piktské princezny, která se vdala za Conalla Corca a k jejím potomkům patřil Eóganacht Locha Lein z Iarmumanu a řada mocných piktských králů, např. Óengus I. Pikt. Zdá se však, že historičnost tohoto příběhu lze zamítnout jako případ náhodných vlivů na příběh spojující Crimthanna mac Fidaiga s piktským králem a otcem, zvaným Feredach.